# Tom Lemaire
Tom Lemaire (Bujumbura, 26 juli 1960) is een Belgisch voormalig schoonspringer.

## Levensloop
Lemaire nam deel aan de Olympische Zomerspelen van 1984 en 1988. Te Los Angeles strandde hij in de voorronde bij zowel zijn sprong van de 3 meter plank (16e, 515,16 punten) als die vanaf de 10 meter toren (19e, 455,61 punten). In Seoel strandde hij eveneens in de voorronde bij zowel zijn sprong van de 3 meter plank (15e, 549,09 punten) als die vanop de 10 meter toren (24e, 433,68 punten).
Zijn grootvader Gaspard nam eveneens deel aan de Olympische Spelen.